# 은성탄광 화재
은성탄광 화재 사고(恩城炭鑛火災事故)는 1979년 10월 27일에 대한민국 경상북도 문경군 가은읍의 은성탄광에서 일어난 화재 사고이다. 이 사고로 인해 44명이 사망하였고, 다수가 부상하였다. 10·26 사건 다음날 발생하여 대형 사고임에도 크게 보도되지 못하였다. 태백석탄박물관에 전시된 안내판(사진)에는 문경탄전의 은성 광업소 본사갱 12편과 13편 사이에서 운반용 컨베이어 벨트를 구동하는 전동기의 전선 접속 부분에서 전기 스파크가 발생하면서 모터 덮개용 고무벨트에 인화되어 컨베이어 1,800m를 전소시켰다고 설명하고 있다.

## 같이 보기
- 함백탄광 폭발 사고
- 장성탄광 화재